# Petrov (okres Hodonín)
Petrov (německy Petrau) je obec v okrese Hodonín v Jihomoravském kraji na říčce Radějovce a Baťově kanále, 3 km jihozápadně od Strážnice. Žije zde přibližně 1 300 obyvatel, součástí obce je také vesnice Zvolenov. Nachází se zde soubor vinných sklepů Plže, prohlášený roku 1983 památkovou rezervací lidové architektury. Obec je členem sdružení Obce pro Baťův kanál a Mikroregion Strážnicko. 

## Historie
Petrov založil někdy mezi lety 1391 a 1400 Petr z Kravař, tehdejší majitel strážnického panství. Nejstarší písemná zmínka o obci pochází z roku 1412. Už k roku 1417 je doložena existence vinohradů v obci. Za husitských válek, v nichž byla strážnická vrchnost na straně husitů, bylo strážnické panství pustošeno a Petrov tehdy vyhořel, načež byl znovu vystavěn.
V roce 1514 byla před Petrovem směrem ke Strážnici založena ves Zvolenov, po roce 1545 nazývaná též Bobalov (nebo Bubalov). Jejími zakladateli byli bratři Jan a Bartoloměj ze Žerotína.
Již v 16. století byl na území Petrova znám sirnatý pramen s léčivými účinky, kolem kterého byly následně vybudovány lázně. Pramen je znázorněn již na Fabriciově mapě Moravy z roku 1569.
Po vzniku Československa byl v roce 1923 v souvislosti s parcelací místního velkostatku vznesen návrh na sloučení obou velmi úzce propojených obcí Petrova a Zvolenova, k čemuž nakonec došlo v roce 1928 začleněním Zvolenova do Petrova.

## Obecní správa a politika
Správu nad obcí vykonává obecní zastupitelstvo v čele se starostou. Je voleno v komunálních volbách na čtyři roky a má 11 členů. 
V roce 2022 byli zvolní tito členové zastupitelstva : Ing. Petr Klásek (BEZPP), Vladimír Buchtík (BEZPP), Pavel Sasín (BEZPP), Veronika	Štýblová (BEZPP), Ing. Eva Mlýnková (BEZPP), Ing. Petr Zezula (BEZPP), Ing. Ladislav Krůtil (BEZPP), Marek Janík (BEZPP), Vladimír Kotásek (BEZPP), Richard Koštuřík (BEZPP) a Pavel Vojtek (BEZPP).
Volební účast byla 52,78 % v jediném volebním okrsku. Ze zvolených zastupitelů bylo všech 11  bez stranické příslušnosti. Starostkou se stala Ing. Eva Mlýnková.

### Správní území
Obec leží v Jihomoravském kraji s 672 obcemi v okrese Hodonín s 82 obcemi, má status obce s rozšířenou působností a obce s pověřeným obecním úřadem je součástí správního obvodu Veselí nad Moravou s 22 obcemi. Skládá se s 1 katastrálního území a 1 části obce. Je to Vinařská obec leží na Slovácku ve vinařské oblasti Morava, podoblasti Slovácké (viniční tratě Novosády zadní, Veselé, Růžené, Tmice). Vesnice sousedí s těmito obcemi : Strážnice, Sudoměřice, Rohatec a Vracov. 

### Obecní symboly
Znak Petrova tvoří červenomodrý štít se zlatým ramenem, který drží zlatý vinařský nůž. Vpravo nahoře je stříbrný vinný hrozen. Obecní prapor dříve tvořila také radlice. Od původního znaku se liší také pravým pruhem modré barvy, která symbolizuje řeku a říčku, které obcí protékají - Moravu a Radějovku. 

## Doprava
Obcí prochází silnice I. třídy I/55 a železniční trať Rohatec – Veselí nad Moravou na které leží stejnojmenná železniční zastávka. Vesnici obsluhují vlakové spoje linky S91 a autobusové spoje linky 910 a 911 ty jsou zaintegrovány v IDS JMK.

## Pamětihodnosti

### Vinné sklepy Plže
V areálu Plže se nachází 63 vinných sklepů. Petrovská vína lze ochutnat přímo v jednom z těchto vinných sklepů.
První zmínky o Plžích pochází z 15. století. Sklepy, které až později začaly sloužit jako vinné, stavěli sami obyvatelé obce ještě donedávna. V průměru mají sklepy délku asi 15 metrů, šířku tři metrů. Nad sklepem je hlína, která zajišťuje ve sklepě stálou teplotu a klima ideální pro uskladnění nejen vína, ale i jiných zemědělských plodin. Sklepy jsou typické kamennými stropy tvarovanými do klenby. Průčelí sklepů s typickým nebo lomeným obloukem bývá zdobené podezdívkou modré barvy a ornamenty vinné révy po stranách, nad okny a nad vchodem. Každé průčelí je specifické, tvořené jedinečnými tvary a oblouky. Vnitřní místnosti mají ve stěně větrací otvor. Chodby se svažují směrem dolů. Na začátku bývá lisovna, na konci místnost, kde se skladuje víno. První místnost často slouží také k posezení. Vinné sklepy v Plžích vytvářejí uličky, které se spojují ve dvě centra. Horní centrum je středovým bodem různých akcí, které se během roku v Plžích pořádají. Za zmínku stojí například Den vinařů.
Vinné sklepy v Petrově-Plžích posloužily jako extreriéry při natáčení televizního seriálu Slovácko sa nesúdí podle povídek Zdeňka Galušky. Záběry z této vesnické památkové rezervace se objevily také ve filmu Vlak dětství a naděje, v Četnických humoreskách nebo v básnické hexalogii režiséra Dušana Kleina.

### Kostel sv. Václava
Obec Petrov měl kostel s farou již počátkem 15. století. Nechal jej postavit Petr II. z Kravař. Osudy prvního kostela byly pohnuté nespočtem válečných tažení nejen Uhrů, proto se nám do dnešních dnů nedochoval. Po třicetileté válce a nájezdech Uher zůstala z kostela a fary jen zřícenina s věží. Za zmínku stojí, že Strážnicko bylo do roku 1620 převážně protestantské. Po bitvě na Bílé hoře došlo ke změnám i tu. V Petrově nebyl zničen jen kostel, ale i modlitebna se hřbitovem na okraji obce v částech obce dříve označovaných jako Za sborem a Kostelnicko.

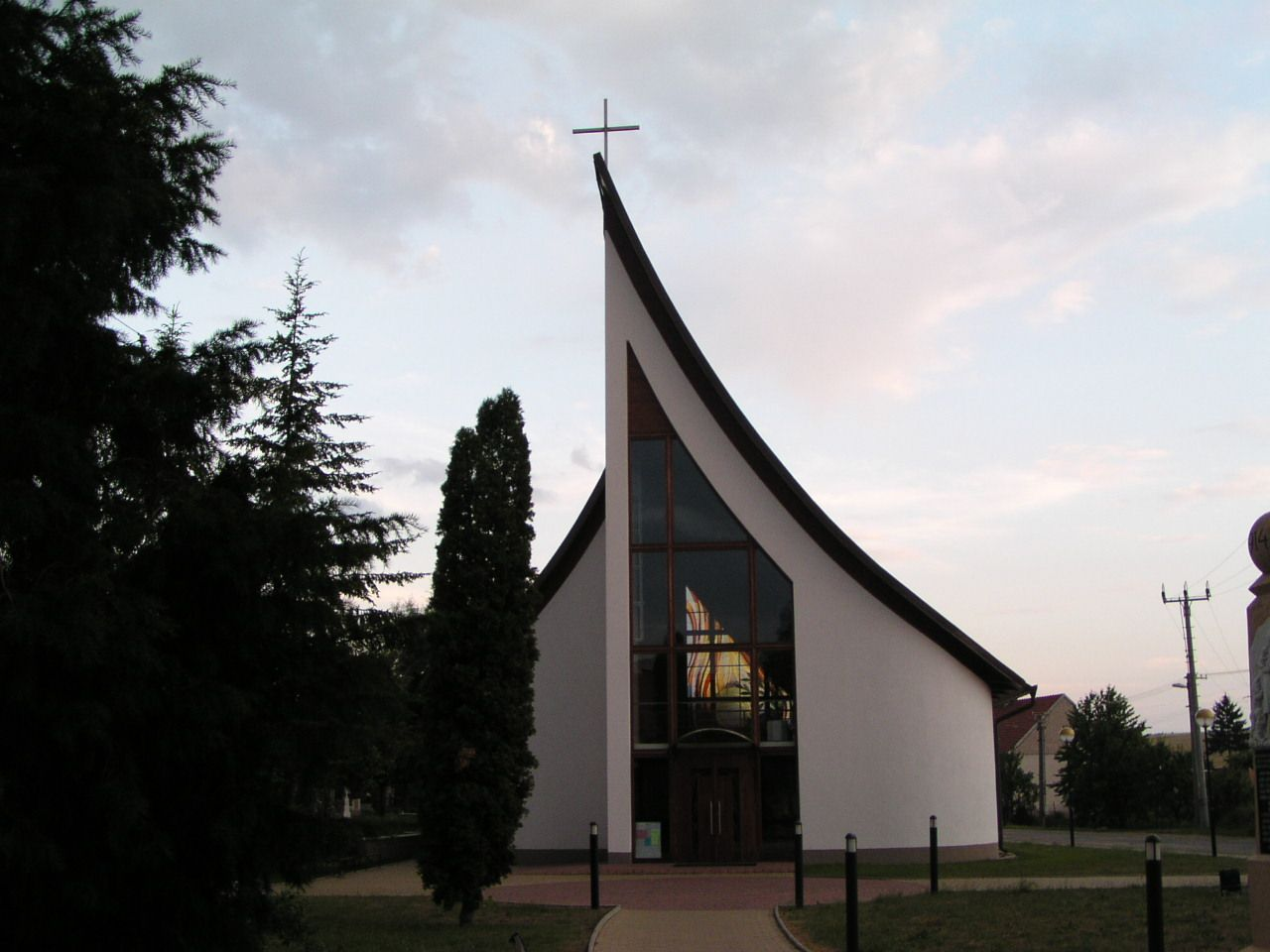
Kostel sv. Václava

Základní kámen nového kostela byl v květnu roku 1995 posvěcen papežem Janem Pavlem II. v Olomouci. Základní kámen pak položil arcibiskup olomoucký Jan Bosko Graubner. Slavnostní položení základního kamene proběhlo dne 28. září 1997. Byl to den svátku sv. Václava a dal vzniknout nové tradici v Petrově. V tento den se od roku 1997 každoročně slaví Svatováclavská církevní slavnost. Zvon v kostele sv. Václava v Petrově poprvé zazněl v roce 1999. Před započetím samotné stavby byla založena Nadace na výstavbu kaple sv. Václava v Petrově. Nadace byla 2. září 1993 zaregistrována na okresním úřadě v Hodoníně. Byla ustanovena správní rada, revizní rada a administrátorka. Administrátorkou byla ustanovena Anna Obrtlíková, ve správní radě byli: Stanislav Káčerek, František Zůbek, Josef Krůtil, Jan Šebesta, Josef Svoboda. V revizní radě byli: Josef Urbánek, Ing. Josef Jamný, František Klásek. V roce 1999 bylo složení kvůli zpřísnění zákona rozšířeno o Marii Hofmanovou, Ing. Ladislava Krůtila a Jana Mlýnka. Na kostel byly pořádány sbírky v Petrově, Sudoměřicích, Strážnici a jiných městech. Kostel sv. Václava vysvětil dne 30. září 2000 olomoucký arcibiskup Jan Graubner.

## Cykloturistika
Strážnická cyklostezka je dlouhá 104 kilometrů a je značena modře. Modrá barva symbolizuje typickou barvu lidových krojů a starých stavení. Nechybí ani na vinných sklepech. Na Strážnicku se odedávna pěstovala vinná réva. Mezi významné památky patří vinné sklepy Plže v Petrově a Pod Starů horů v Blatnici. Strážnická vinařská stezka prochází krajinou mezi řekou Moravou a Bílými Karpaty. Stezka začíná v Sudoměřicích, kde je hraniční přechod na Slovensko. Rozdvojuje se ve Strážnici. Jedna odbočka vede na Veselí nad Moravou, druhá na Radějov směrem k Bílým Karpatům. Zde se také nachází rekreační oblast Lučina. Následuje prudké stoupání, kde na vrcholku kopce je nádherný výhled na celý kraj. Cesta pokračuje až do Blatničky. Strážnická vinařská stezka končí v Blatnici pod Sv. Antonínkem.

## Galerie

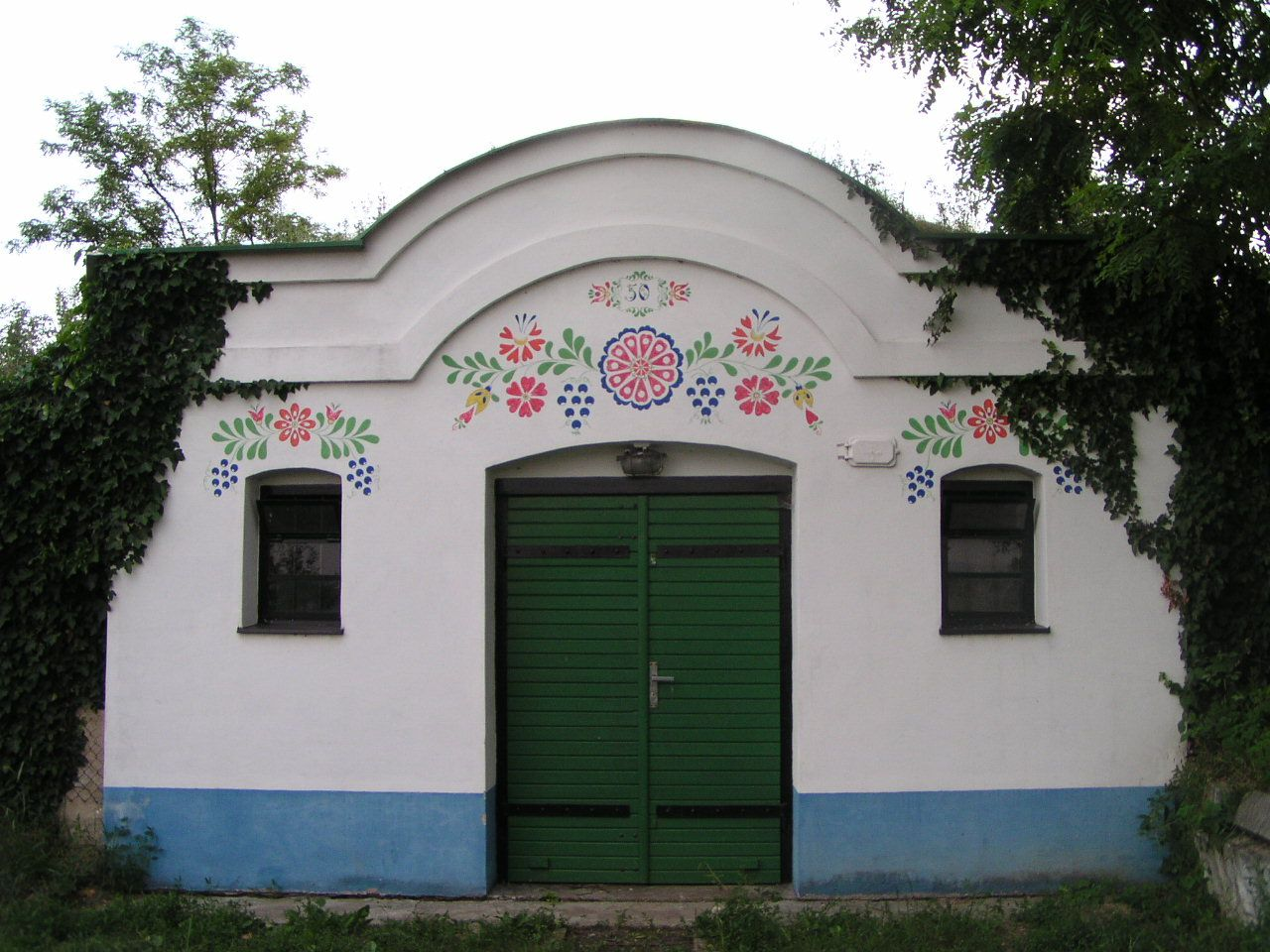
Vinný sklep
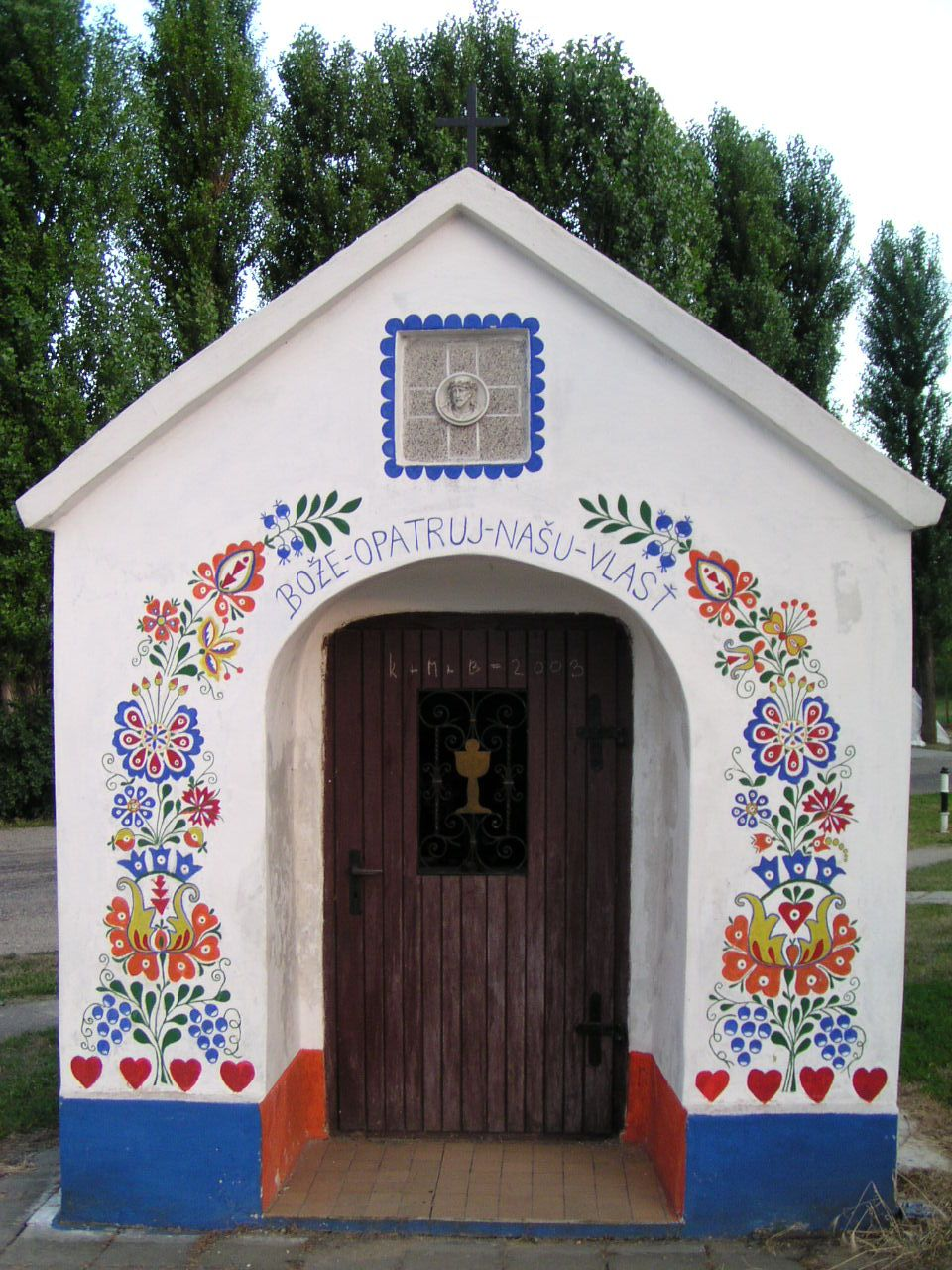
Kaplička v Plžích
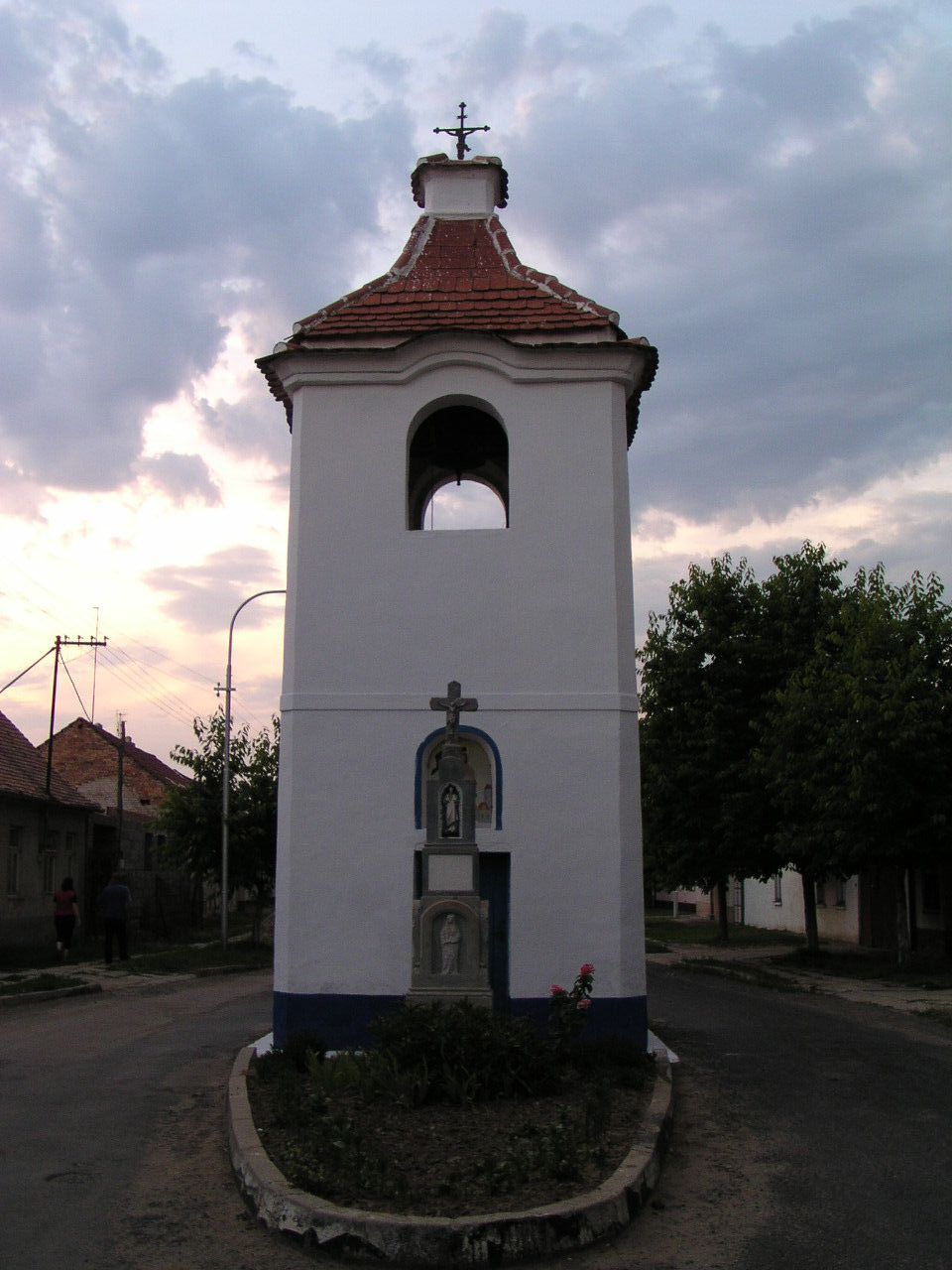
Zvonice
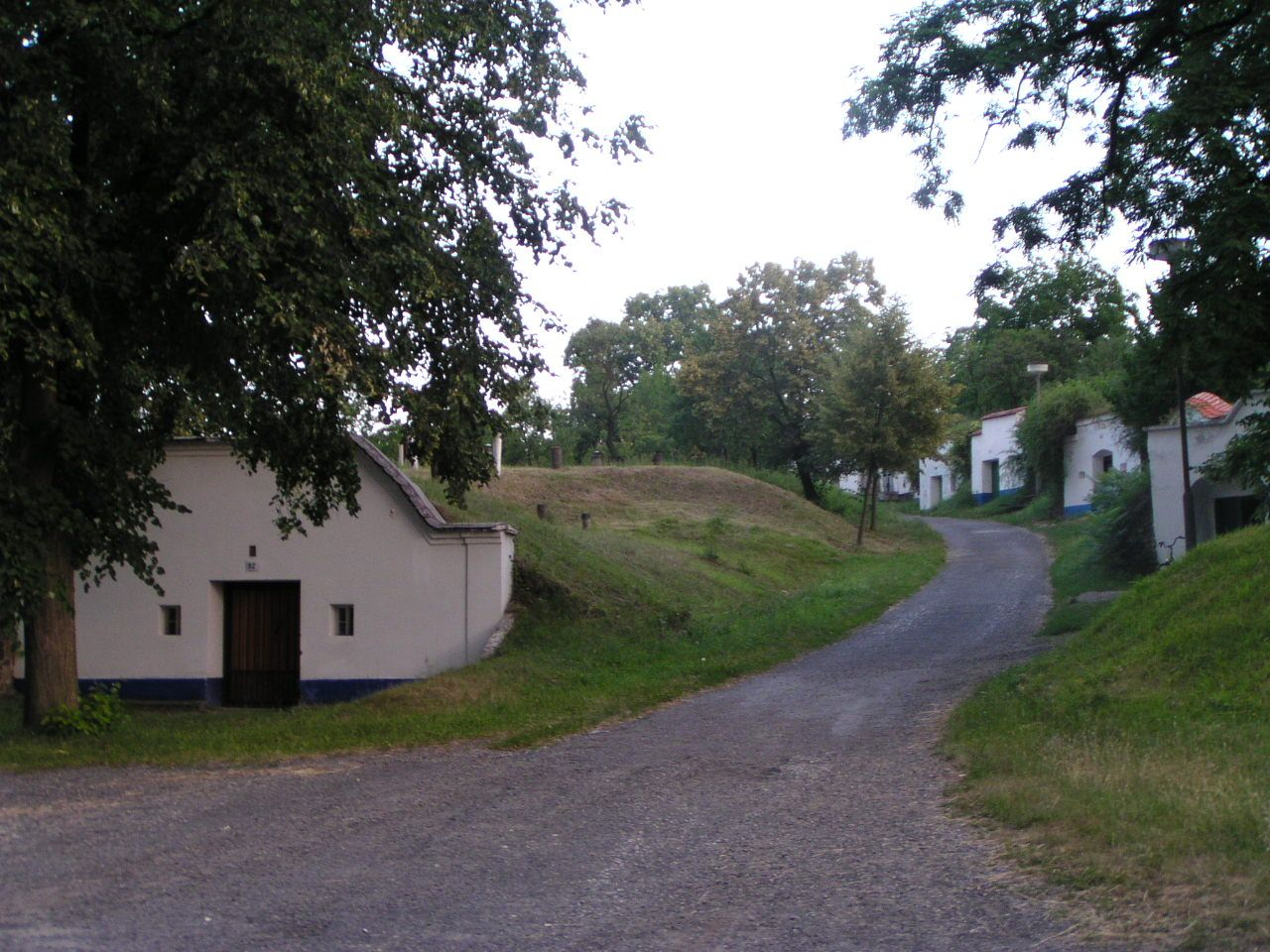
Plže
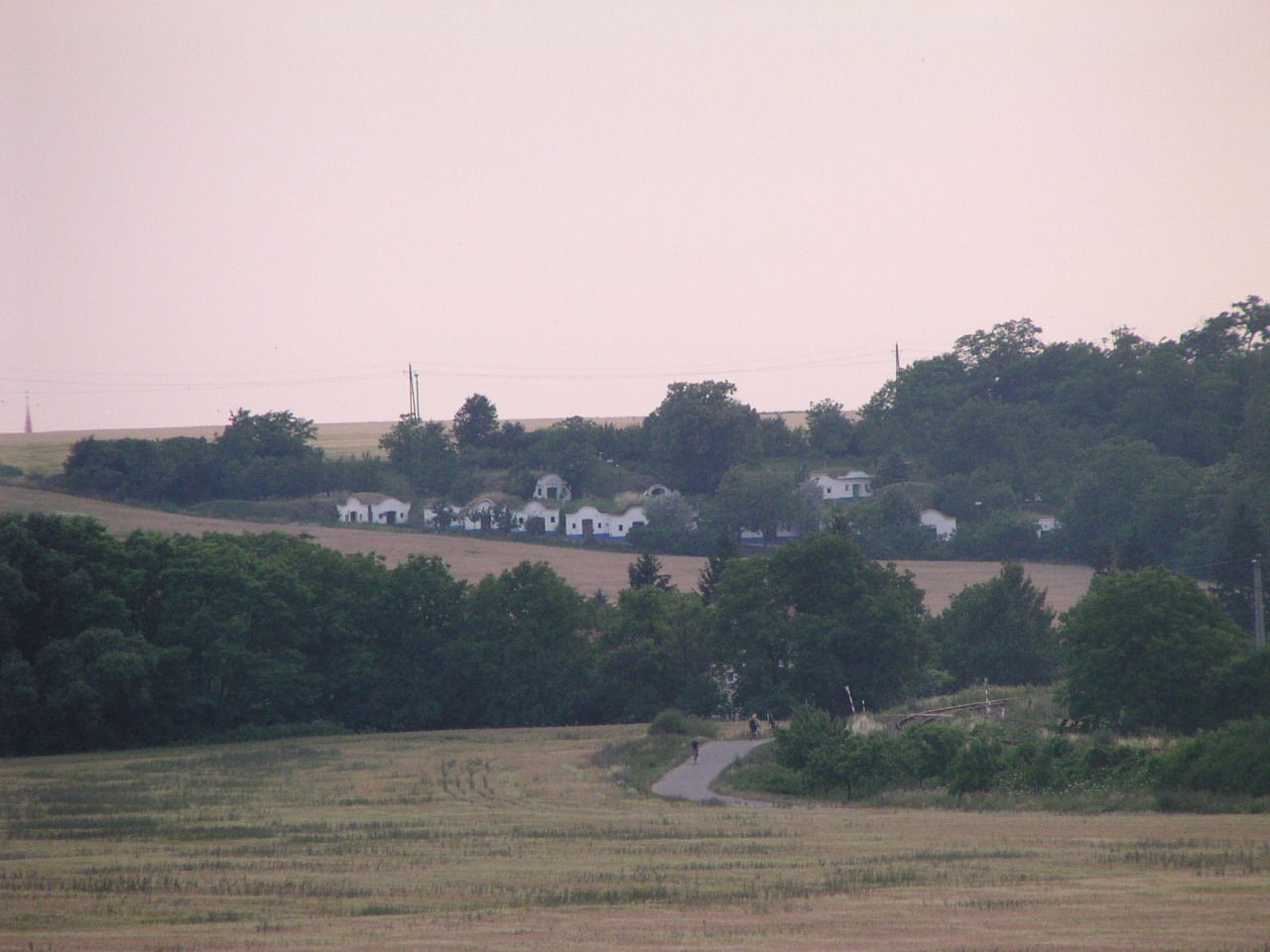
Pohled na Plže
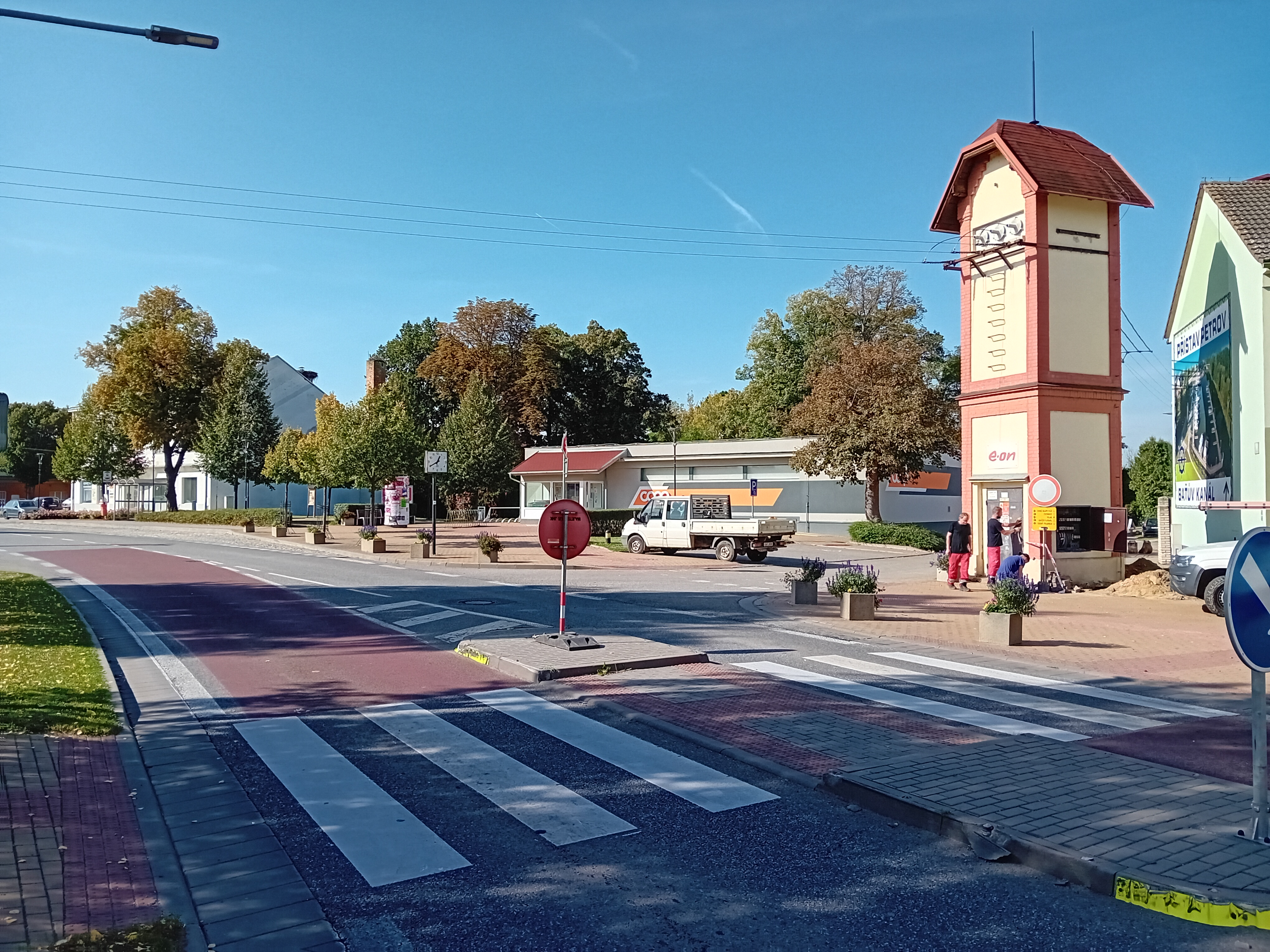
Centrum obce
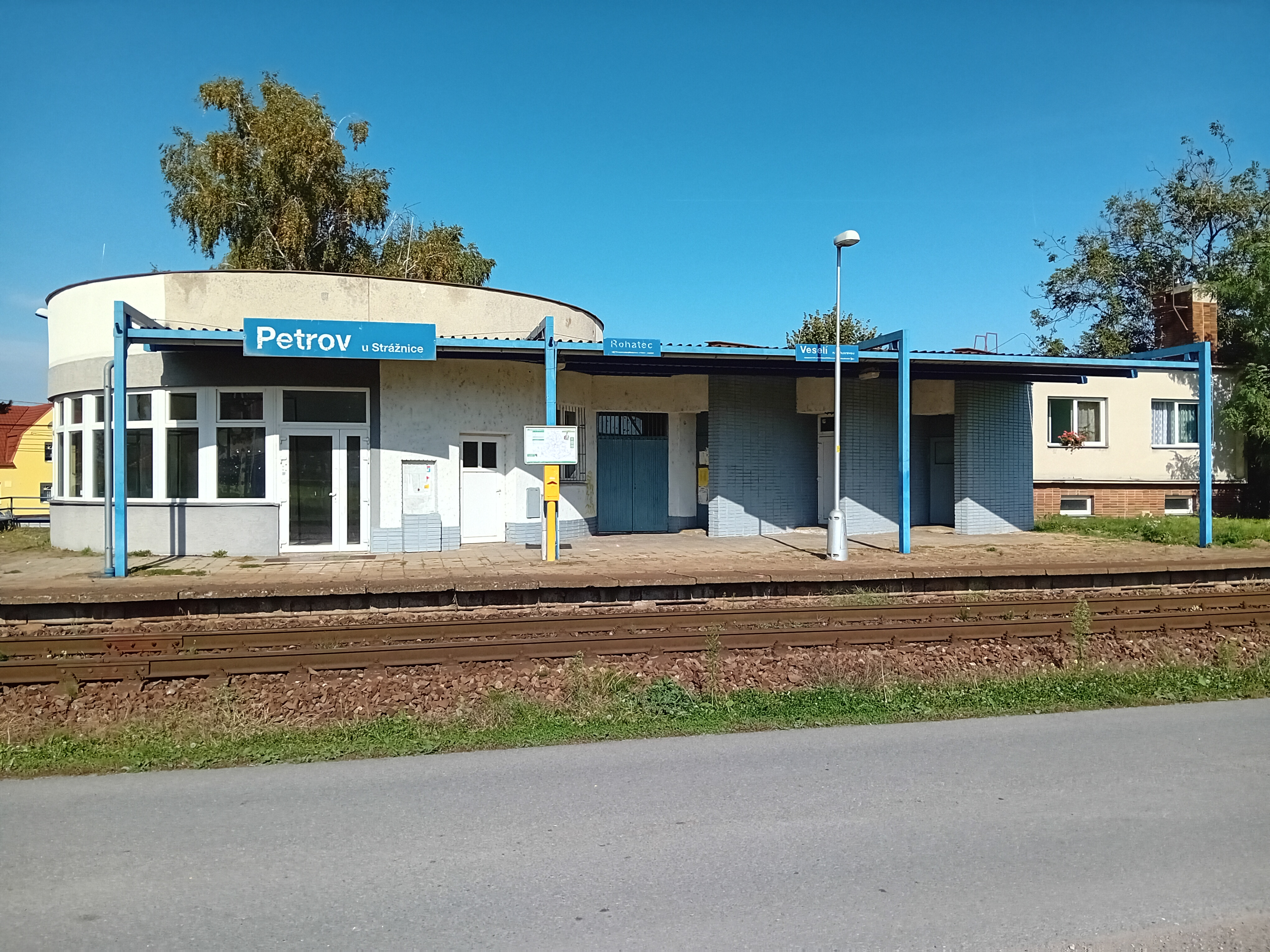
Nádraží